# Башмакова, Лидия Ивановна
Лидия Ивановна Башмакова (1926—2012) — доярка, Герой Социалистического Труда (1958).

## Биография

Могила Башмаковой в Богородицком.

Лидия Башмакова родилась 8 (по другим данным — 19) августа 1926 года в деревне Лешково (ныне — Гагаринский район Смоленской области). В 1941 году окончила шесть классов неполной средней школы; в том же году оказалась в оккупации.
После освобождения Гжатского района участвовала в восстановлении сельского хозяйства, работала прицепщицей; окончила курсы трактористов.
Вернувшись в родную деревню, работала пастушкой, затем дояркой в колхозе «Передовик», позднее в колхозе имени Радищева. За период с 1953 по 1957 год благодаря внедрению передовых методов увеличила надои молока от каждой подконтрольной коровы с 1600 до 5875 килограммов.
Указом Президиума Верховного Совета СССР от 10 марта 1958 года Лидия Башмакова была удостоена высокого звания Героя Социалистического Труда с вручением ордена Ленина и медали «Серп и Молот».
В 1964 году вступила в КПСС. В 1969—1981 годах работала в столовой в колхозе имени Радищева.
В 1981 году вышла на пенсию; проживала в селе Никольское Гагаринского района, позднее переехала в деревню Богородицкое Смоленского района Смоленской области. Скончалась 9 августа 2012 года, похоронена на кладбище в деревне Богородицкое.
Была также награждена орденом Трудового Красного Знамени, медалью «За доблестный труд. В ознаменование 100-летия со дня рождения В. И. Ленина».